# Popis osvajačica medalja na svjetskim prvenstvima u plivanju
Ovo je popis osvjačica medalja na Svjetskim prvenstvima u plivanju. Popis je poredan po disciplinama.

### Slobodni stil

#### 50 m slobodno
| SP              | Zlato               | Srebro                           | Bronca                         |
| --------------- | ------------------- | -------------------------------- | ------------------------------ |
| Madrid 1986.    | Tamara Costache     | Kristin Otto                     | Marie-Thérèse Armentero        |
| Perth 1991.     | Zhuang Yong         | Leigh Fetter Catherine Plewinski | -                              |
| Rim 1994.       | Le Jingyi           | Natalia Mesheryakova             | Amy van Dyken                  |
| Perth 1998.     | Amy van Dyken       | Sandra Völker                    | Shan Ying                      |
| Fukuoka 2001.   | Inge de Bruijn      | Therese Alshammar                | Sandra Völker                  |
| Barcelona 2003. | Inge de Bruijn      | Alice Mills                      | Lisbeth Lenton                 |
| Montréal 2005.  | Lisbeth Lenton      | Marleen Veldhuis                 | Zhu Yingwen                    |
| Melbourne 2007. | Lisbeth Lenton      | Therese Alshammar                | Marleen Veldhuis               |
| Rim 2009.       | Britta Steffen      | Therese Alshammar                | Marleen Veldhuis Cate Campbell |
| Šangaj 2011.    | Therese Alshammar   | Ranomi Kromowidjojo              | Marleen Veldhuis               |
| Barcelona 2013. | Ranomi Kromowidjojo | Cate Campbell                    | Francesca Halsall              |

#### 100 m slobodno
| SP              | Zlato                                   | Srebro                           | Bronca                |
| --------------- | --------------------------------------- | -------------------------------- | --------------------- |
| Beograd 1973.   | Kornelia Ender                          | Shirley Babashoff Enith Brigitha | -                     |
| Cali 1975.      | Kornelia Ender                          | Shirley Babashoff                | Enith Brigitha        |
| Berlin 1978.    | Barbara Krause                          | Lene Jenssen                     | Larisa Tsaryova       |
| Guayaquil 1982. | Birgit Meineke                          | Annemarie Verstappen             | Jill Sterkel          |
| Madrid 1986.    | Kristin Otto                            | Jenna Johnson                    | Conny van Bentum      |
| Perth 1991.     | Nicole Haislett                         | Catherine Plewinski              | Zhuang Yong           |
| Rim 1994.       | Le Jingyi                               | Lu Bin                           | Franziska van Almsick |
| Perth 1998.     | Jenny Thompson                          | Martina Moravcová                | Shan Ying             |
| Fukuoka 2001.   | Inge de Bruijn                          | Katrin Meißner                   | Sandra Völker         |
| Barcelona 2003. | Hanna-Maria Seppälä                     | Jodie Henry                      | Jenny Thompson        |
| Montréal 2005.  | Jodie Henry                             | Malia Metella Natalie Coughlin   | -                     |
| Melbourne 2007. | Lisbeth Lenton                          | Marleen Veldhuis                 | Britta Steffen        |
| Rim 2009.       | Britta Steffen                          | Francesca Halsall                | Lisbeth Trickett      |
| Šangaj 2011.    | Jeanette Ottesen Aleksandra Gerasimenya |                                  | Ranomi Kromowidjojo   |
| Barcelona 2013. | Cate Campbell                           | Sarah Sjöström                   | Ranomi Kromowidjojo   |

#### 200 m slobodno
| SP              | Zlato                 | Srebro              | Bronca                   |
| --------------- | --------------------- | ------------------- | ------------------------ |
| Beograd 1973.   | Keena Rothhammer      | Shirley Babashoff   | Andrea Eife              |
| Cali 1975.      | Shirley Babashoff     | Kornelia Ender      | Enith Brigitha           |
| Berlin 1978.    | Cynthia Woodhead      | Barbara Krause      | Larisa Tsaryova          |
| Guayaquil 1982. | Annemarie Verstappen  | Birgit Meineke      | Annelies Maas            |
| Madrid 1986.    | Heike Friedrich       | Manuela Stellmach   | Mary T. Meagher          |
| Perth 1991.     | Hayley Lewis          | Janet Evans         | Mette Jacobsen           |
| Rim 1994.       | Franziska van Almsick | Lu Bin              | Claudia Poll             |
| Perth 1998.     | Claudia Poll          | Martina Moravcová   | Julia Greville           |
| Fukuoka 2001.   | Giaan Rooney          | Yang Yu             | Camelia Potec            |
| Barcelona 2003. | Alena Popchanka       | Martina Moravcová   | Yang Yu                  |
| Montréal 2005.  | Solenne Figuès        | Federica Pellegrini | Yang Yu Josefin Lillhage |
| Melbourne 2007. | Laure Manaudou        | Annika Lurz         | Federica Pellegrini      |
| Rim 2009.       | Federica Pellegrini   | Allison Schmitt     | Dana Vollmer             |
| Šangaj 2011.    | Federica Pellegrini   | Kylie Palmer        | Camille Muffat           |
| Barcelona 2013. | Missy Franklin        | Federica Pellegrini | Camille Muffat           |

#### 400 m slobodno
| SP              | Zlato               | Srebro             | Bronca             |
| --------------- | ------------------- | ------------------ | ------------------ |
| Beograd 1973.   | Heather Greenwood   | Keena Rothhammer   | Novella Calligaris |
| Cali 1975.      | Shirley Babashoff   | Jennifer Turrall   | Katherine Heddy    |
| Berlin 1978.    | Tracey Wickham      | Cynthia Woodhead   | Kimberly Lineham   |
| Guayaquil 1982. | Carmela Schmidt     | Petra Schneider    | Tiffany Cohen      |
| Madrid 1986.    | Heike Friedrich     | Astrid Strauß      | Sarah Hardcastle   |
| Perth 1991.     | Janet Evans         | Hayley Lewis       | Suzu Chiba         |
| Rim 1994.       | Yang Aihua          | Cristina Teuscher  | Claudia Poll       |
| Perth 1998.     | Chen Yan            | Brooke Bennett     | Dagmar Hase        |
| Fukuoka 2001.   | Jana Kločkova       | Claudia Poll       | Hannah Stockbauer  |
| Barcelona 2003. | Hannah Stockbauer   | Éva Risztov        | Diana Munz         |
| Montréal 2005.  | Laure Manaudou      | Ai Shibata         | Caitlin McClatchey |
| Melbourne 2007. | Laure Manaudou      | Otylia Jędrzejczak | Ai Shibata         |
| Rim 2009.       | Federica Pellegrini | Joanne Jackson     | Rebecca Adlington  |
| Šangaj 2011.    | Federica Pellegrini | Rebecca Adlington  | Camille Muffat     |
| Barcelona 2013. | Katie Ledecky       | Melanie Costa      | Lauren Boyle       |

#### 800 m slobodno
| SP              | Zlato              | Srebro            | Bronca            |
| --------------- | ------------------ | ----------------- | ----------------- |
| Beograd 1973.   | Novella Calligaris | Joan Harshbarger  | Gudrun Wegner     |
| Cali 1975.      | Jennifer Turrall   | Heather Greenwood | Shirley Babashoff |
| Berlin 1978.    | Tracey Wickham     | Cynthia Woodhead  | Kimberly Lineham  |
| Guayaquil 1982. | Kimberly Lineham   | Kackie Willmot    | Carmela Schmidt   |
| Madrid 1986.    | Katja Hartmann     | Heike Friedrich   | Deborah Babashoff |
| Perth 1991.     | Janet Evans        | Grit Müller       | Jana Henke        |
| Rim 1994.       | Janet Evans        | Hayley Lewis      | Brooke Bennett    |
| Perth 1998.     | Brooke Bennett     | Diana Munz        | Kirsten Vlieghuis |
| Fukuoka 2001.   | Hannah Stockbauer  | Diana Munz        | Kaitlin Sandeno   |
| Barcelona 2003. | Hannah Stockbauer  | Diana Munz        | Rebecca Cooke     |
| Montréal 2005.  | Kate Ziegler       | Brittany Reimer   | Ai Shibata        |
| Melbourne 2007. | Kate Ziegler       | Laure Manaudou    | Hayley Peirsol    |
| Rim 2009.       | Lotte Friis        | Joanne Jackson    | Alessia Filippi   |
| Šangaj 2011.    | Rebecca Adlington  | Lotte Friis       | Kate Ziegler      |
| Barcelona 2013. | Katie Ledecky      | Lotte Friis       | Lauren Boyle      |

#### 1500 m slobodno
| SP              | Zlato             | Srebro           | Bronca          |
| --------------- | ----------------- | ---------------- | --------------- |
| Fukuoka 2001.   | Hannah Stockbauer | Flavia Rigamonti | Diana Munz      |
| Barcelona 2003. | Hannah Stockbauer | Hayley Peirsol   | Jana Henke      |
| Montréal 2005.  | Kate Ziegler      | Flavia Rigamonti | Brittany Reimer |
| Melbourne 2007. | Kate Ziegler      | Flavia Rigamonti | Ai Shibata      |
| Rim 2009.       | Alessia Filippi   | Lotte Friis      | Camelia Potec   |
| Šangaj 2011.    | Lotte Friis       | Kate Ziegler     | Li Xuanxu       |
| Barcelona 2013. | Katie Ledecky     | Lotte Friis      | Lauren Boyle    |

### Leđni stil

#### 50 m leđno
| SP              | Zlato             | Srebro                  | Bronca             |
| --------------- | ----------------- | ----------------------- | ------------------ |
| Fukuoka 2001.   | Hayley Cope       | Antje Buschschulte      | Natalie Coughlin   |
| Barcelona 2003. | Nina Živanevskaja | Ilona Hlavackova        | Noriko Inada       |
| Montréal 2005.  | Giaan Rooney      | Gao Chang               | Antje Buschschulte |
| Melbourne 2007. | Leila Vaziri      | Aliaksandra Herasimenia | Tayliah Zimmer     |
| Rim 2009.       | Zhao Jing         | Daniela Samulski        | Gao Chang          |
| Šangaj 2011.    | Anastasia Zueva   | Aya Terakawa            | Missy Franklin     |
| Barcelona 2013. | Zhao Jing         | Fu Yuanhui              | Aya Terakawa       |

#### 100 m leđno
| SP              | Zlato               | Srebro                      | Bronca             |
| --------------- | ------------------- | --------------------------- | ------------------ |
| Beograd 1973.   | Ulrike Richter      | Melissa Belote              | Gwendolyn Cook     |
| Cali 1975.      | Ulrike Richter      | Birgit Treiber              | Nancy Garapick     |
| Berlin 1978.    | Linda Jezek         | Birgit Treiber              | Cheryl Gibson      |
| Guayaquil 1982. | Kristin Otto        | Ina Kleber                  | Susan Walsh        |
| Madrid 1986.    | Betsy Mitchell      | Kathrin Zimmermann          | Natalia Shibaeva   |
| Perth 1991.     | Krisztina Egerszegi | Tunde Szabo                 | Janie Wagstaff     |
| Rim 1994.       | He Cihong           | Nina Živanevskaja           | Barbara Bedford    |
| Perth 1998.     | Lea Maurer          | Mai Nakamura                | Sandra Völker      |
| Fukuoka 2001.   | Natalie Coughlin    | Diana Mocanu                | Antje Buschschulte |
| Barcelona 2003. | Antje Buschschulte  | Louise Örnstedt Katy Sexton | -                  |
| Montréal 2005.  | Kirsty Coventry     | Antje Buschschulte          | Natalie Coughlin   |
| Melbourne 2007. | Natalie Coughlin    | Laure Manaudou              | Reiko Nakamura     |
| Rim 2009.       | Gemma Spofforth     | Anastasia Zueva             | Emily Seebohm      |
| Šangaj 2011.    | Zhao Jing           | Anastasia Zueva             | Natalie Coughlin   |
| Barcelona 2013. | Missy Franklin      | Emily Seebohm               | Aya Terakawa       |

#### 200 m leđno
| SP              | Zlato               | Srebro              | Bronca                |
| --------------- | ------------------- | ------------------- | --------------------- |
| Beograd 1973.   | Melissa Belote      | Enith Brigitha      | Andrea Gyamarti       |
| Cali 1975.      | Birgit Treiber      | Nancy Garapick      | Ulrike Richter        |
| Berlin 1978.    | Linda Jezek         | Birgit Treiber      | Cheryl Gibson         |
| Guayaquil 1982. | Kornelia Sirch      | Georgia Parkes      | Carmen Bonaciu        |
| Madrid 1986.    | Kornelia Sirch      | Betsy Mitchell      | Kathrin Zimmermann    |
| Perth 1991.     | Krisztina Egerszegi | Dagmar Hase         | Janie Wagstaff        |
| Rim 1994.       | He Cihong           | Krisztina Egerszegi | Lorenza Vigarani      |
| Perth 1998.     | Roxana Maracineanu  | Dagmar Hase         | Mai Nakamura          |
| Fukuoka 2001.   | Diana Mocanu        | Stanislava Komarova | Joanna Fargus         |
| Barcelona 2003. | Katy Sexton         | Margaret Hoelzer    | Stanislava Komarova   |
| Montréal 2005.  | Kirsty Coventry     | Margaret Hoelzer    | Reiko Nakamura        |
| Melbourne 2007. | Margaret Hoelzer    | Kirsty Coventry     | Reiko Nakamura        |
| Rim 2009.       | Kirsty Coventry     | Anastasia Zueva     | Elizabeth Beisel      |
| Šangaj 2011.    | Missy Franklin      | Belinda Hocking     | Sharon van Rouwendaal |
| Barcelona 2013. | Missy Franklin      | Belinda Hocking     | Hilary Caldwell       |

### Prsni stil

#### 50 m prsno
| SP              | Zlato           | Srebro          | Bronca          |
| --------------- | --------------- | --------------- | --------------- |
| Fukuoka 2001.   | Luo Xuejuan     | Kristy Kowal    | Zoe Baker       |
| Barcelona 2003. | Luo Xuejuan     | Brooke Hanson   | Zoe Baker       |
| Montréal 2005.  | Jade Edmistone  | Jessica Hardy   | Brooke Hanson   |
| Melbourne 2007. | Jessica Hardy   | Leisel Jones    | Tara Kirk       |
| Rim 2009.       | Julija Jefimova | Rebecca Soni    | Sarah Katsoulis |
| Šangaj 2011.    | Jessica Hardy   | Julija Jefimova | Rebecca Soni    |
| Barcelona 2013. | Julija Jefimova | Rūta Meilutytė  | Jessica Hardy   |

#### 100 m prsno
| SP              | Zlato           | Srebro                              | Bronca              |
| --------------- | --------------- | ----------------------------------- | ------------------- |
| Beograd 1973.   | Renate Vogel    | Liubov Rusanova                     | Brigette Schuchardt |
| Cali 1975.      | Hannelore Anke  | Wamda Mazereeuw                     | Marcia Morey        |
| Berlin 1978.    | Julia Bogdanova | Tracy Caulkins                      | Margaret Kelly      |
| Guayaquil 1982. | Ute Geweniger   | Ann Ottenbrite Kimberley Rodenbaugh | -                   |
| Madrid 1986.    | Sylvia Gerasch  | Silke Hörner                        | Kathrin Zimmermann  |
| Perth 1991.     | Linley Frame    | Jana Doerris                        | Elena Volkova       |
| Rim 1994.       | Samantha Riley  | Dai Gouhong                         | Yuan Yuan           |
| Perth 1998.     | Kristy Kowal    | Helen Denman                        | Lauren van Oosten   |
| Fukuoka 2001.   | Luo Xuejuan     | Leisel Jones                        | Ágnes Kovács        |
| Barcelona 2003. | Luo Xuejuan     | Amanda Beard                        | Leisel Jones        |
| Montréal 2005.  | Leisel Jones    | Jessica Hardy                       | Tara Kirk           |
| Melbourne 2007. | Leisel Jones    | Tara Kirk                           | Anna Khlistunova    |
| Rim 2009.       | Rebecca Soni    | Julija Jefimova                     | Kasey Carlson       |
| Šangaj 2011.    | Rebecca Soni    | Leisel Jones                        | Ji Liping           |
| Barcelona 2013. | Rūta Meilutytė  | Julija Jefimova                     | Jessica Hardy       |

#### 200 m prsno
| SP              | Zlato                          | Srebro                        | Bronca           |
| --------------- | ------------------------------ | ----------------------------- | ---------------- |
| Beograd 1973.   | Renate Vogel                   | Hannelore Anke                | Lynn Collella    |
| Cali 1975.      | Hannelore Anke Wamda Mazereeuw | -                             | Karla Linke      |
| Berlin 1978.    | Lina Kachushite                | Julia Bogdanova               | Susanne Nielsson |
| Guayaquil 1982. | Svetlana Varganova             | Ute Geweniger                 | Ann Ottenbrite   |
| Madrid 1986.    | Silke Hörner                   | Tania Bogomilova              | Allison Higson   |
| Perth 1991.     | Elena Volkova                  | Linley Frame                  | Jana Doerris     |
| Rim 1994.       | Samantha Riley                 | Yuan Yuan                     | Brigitte Becue   |
| Perth 1998.     | Ágnes Kovács                   | Kristy Kowal                  | Jenna Street     |
| Fukuoka 2001.   | Ágnes Kovács                   | Hui Qi                        | Luo Xuejuan      |
| Barcelona 2003. | Amanda Beard                   | Leisel Jones                  | Hui Qi           |
| Montréal 2005.  | Leisel Jones                   | Anne Poleska                  | Mirna Jukić      |
| Melbourne 2007. | Leisel Jones                   | Kirsty Balfour Megan Jendrick | -                |
| Rim 2009.       | Nađa Higl                      | Annamay Pierse                | Mirna Jukić      |
| Šangaj 2011.    | Rebecca Soni                   | Yuliya Yefimova               | Martha McCabe    |
| Barcelona 2013. | Yuliya Yefimova                | Rikke Møller Pedersen         | Micah Lawrence   |

### Leptir stil

#### 50 m leptir
| SP              | Zlato             | Srebro                | Bronca                |
| --------------- | ----------------- | --------------------- | --------------------- |
| Fukuoka 2001.   | Inge de Bruijn    | Therese Alshammar     | Anna-Karin Kammerling |
| Barcelona 2003. | Inge de Bruijn    | Jenny Thompson        | Anna-Karin Kammerling |
| Montréal 2005.  | Danni Miatke      | Anna-Karin Kammerling | Therese Alshammar     |
| Melbourne 2007. | Therese Alshammar | Danni Miatke          | Inge Dekker           |
| Rim 2009.       | Marieke Guehrer   | Yafei Zhou            | Ingvild Snildal       |
| Šangaj 2011.    | Inge Dekker       | Therese Alshammar     | Mélanie Henique       |
| Barcelona 2013. | Jeanette Ottesen  | Lu Ying               | Ranomi Kromowidjojo   |

#### 100 m leptir
| SP              | Zlato                | Srebro             | Bronca              |
| --------------- | -------------------- | ------------------ | ------------------- |
| Beograd 1973.   | Kornelia Ender       | Rosemarie Kother   | Mayumi Aoki         |
| Cali 1975.      | Kornelia Ender       | Rosemarie Kother   | Camille Wright      |
| Berlin 1978.    | Mary-Joan Pennington | Andrea Pollack     | Gwendolyn Quirk     |
| Guayaquil 1982. | Mary T. Meagher      | Ines Geißler       | Melanie Buddenmayer |
| Madrid 1986.    | Kornelia Gressler    | Kristin Otto       | Mary T. Meagher     |
| Perth 1991.     | Hong Qian            | Wang Xiaohong      | Catherine Plewinski |
| Rim 1994.       | Liu Limin            | Qu Yun             | Susan O'Neill       |
| Perth 1998.     | Jenny Thompson       | Ayari Aoyama       | Petria Thomas       |
| Fukuoka 2001.   | Petria Thomas        | Otylia Jędrzejczak | Junko Onishi        |
| Barcelona 2003. | Jenny Thompson       | Otylia Jędrzejczak | Martina Moravcová   |
| Montréal 2005.  | Jessicah Schipper    | Lisbeth Lenton     | Otylia Jędrzejczak  |
| Melbourne 2007. | Lisbeth Lenton       | Jessicah Schipper  | Natalie Coughlin    |
| Rim 2009.       | Sarah Sjöström       | Jessicah Schipper  | Jiao Liuyang        |
| Šangaj 2011.    | Dana Vollmer         | Alicia Coutts      | Lu Ying             |
| Barcelona 2013. | Sarah Sjöström       | Alicia Coutts      | Dana Vollmer        |

#### 200 m leptir
| SP              | Zlato              | Srebro              | Bronca             |
| --------------- | ------------------ | ------------------- | ------------------ |
| Beograd 1973.   | Rosemarie Kother   | Rosewitha Beier     | Lynn Collella      |
| Cali 1975.      | Rosemarie Kother   | Valerie Lee         | Gabrielle Wuschek  |
| Berlin 1978.    | Tracy Caulkins     | Nancy Hogshead      | Andrea Pollack     |
| Guayaquil 1982. | Ines Geißler       | Mary T. Meagher     | Heike Dahne        |
| Madrid 1986.    | Mary T. Meagher    | Kornelia Gressler   | Birte Weigang      |
| Perth 1991.     | Summer Sanders     | Rie Shito           | Hayley Lewis       |
| Rim 1994.       | Liu Limin          | Qu Yun              | Susan O'Neill      |
| Perth 1998.     | Susan O'Neill      | Petria Thomas       | Mitsy Hyman        |
| Fukuoka 2001.   | Petria Thomas      | Annika Mehlhorn     | Kaitlin Sandeno    |
| Barcelona 2003. | Otylia Jędrzejczak | Éva Risztov         | Yuko Nakanishi     |
| Montréal 2005.  | Otylia Jędrzejczak | Jessicah Schipper   | Yuko Nakanishi     |
| Melbourne 2007. | Jessicah Schipper  | Kimberly Vandenberg | Otylia Jędrzejczak |
| Rim 2009.       | Jessicah Schipper  | Liu Zige            | Katinka Hosszu     |
| Šangaj 2011.    | Jiao Liuyang       | Ellen Gandy         | Liu Zige           |
| Barcelona 2013. | Liu Zige           | Mireia Belmonte     | Katinka Hosszu     |

### Mješoviti stilovi

#### 200 m mješovito
| SP              | Zlato           | Srebro               | Bronca            |
| --------------- | --------------- | -------------------- | ----------------- |
| Beograd 1973.   | Andrea Hubner   | Kornelia Ender       | Katherine Heddy   |
| Cali 1975.      | Katherine Heddy | Ulrike Tauber        | Angela Franke     |
| Berlin 1978.    | Tracy Caulkins  | Mary-Joan Pennington | Ulrike Tauber     |
| Guayaquil 1982. | Petra Schneider | Ute Geweninger       | Tracy Caulkins    |
| Madrid 1986.    | Kristin Otto    | Elena Dedeberowa     | Kathleen Nord     |
| Perth 1991.     | Li Lin          | Summer Sanders       | Daniela Hunger    |
| Rim 1994.       | Bin Lu          | Allison Wagner       | Elli Overton      |
| Perth 1998.     | Wu Yanyan       | Chen Yan             | Martina Moravcová |
| Fukuoka 2001.   | Martha Bowen    | Jana Kločkova        | Hui Qi            |
| Barcelona 2003. | Jana Kločkova   | Alice Mills          | Zhou Yafei        |
| Montréal 2005.  | Katie Hoff      | Kirsty Coventry      | Lara Carroll      |
| Melbourne 2007. | Katie Hoff      | Kirsty Coventry      | Stephanie Rice    |
| Rim 2009.       | Ariana Kukors   | Stephanie Rice       | Katinka Hosszu    |
| Šangaj 2011.    | Ye Shiwen       | Alicia Coutts        | Ariana Kukors     |
| Barcelona 2013. | Katinka Hosszu  | Alicia Coutts        | Mireia Belmonte   |

#### 400 m mješovito
| SP              | Zlato            | Srebro            | Bronca             |
| --------------- | ---------------- | ----------------- | ------------------ |
| Beograd 1973.   | Gudrun Wegner    | Angela Franke     | Novella Calligaris |
| Cali 1975.      | Ulrike Tauber    | Karla Linke       | Katherine Heddy    |
| Berlin 1978.    | Tracy Caulkins   | Ulrike Tauber     | Petra Schneider    |
| Guayaquil 1982. | Petra Schneider  | Kathleen Nord     | Tracy Caulkins     |
| Madrid 1986.    | Kathleen Nord    | Michele Griglione | Noemi Lung         |
| Perth 1991.     | Li Lin           | Hayley Lewis      | Summer Sanders     |
| Rim 1994.       | Dai Guohong      | Allison Wagner    | Kristine Quence    |
| Perth 1998.     | Chen Yan         | Jana Kločkova     | Yasuko Tajima      |
| Fukuoka 2001.   | Jana Kločkova    | Martha Bowen      | Beatrice Căslaru   |
| Barcelona 2003. | Jana Kločkova    | Éva Risztov       | Beatrice Căslaru   |
| Montréal 2005.  | Katie Hoff       | Kirsty Coventry   | Kaitlin Sandeno    |
| Melbourne 2007. | Katie Hoff       | Yana Martynova    | Stephanie Rice     |
| Rim 2009.       | Katinka Hosszu   | Kirsty Coventry   | Stephanie Rice     |
| Šangaj 2011.    | Elizabeth Beisel | Hannah Miley      | Stephanie Rice     |
| Barcelona 2013. | Katinka Hosszu   | Mireia Belmonte   | Elizabeth Beisel   |

### Štafetna natjecanja

#### 4x100 m slobodno
| SP              | Zlato                                                                                        | Srebro | Bronca                                                                           |
| --------------- | -------------------------------------------------------------------------------------------- | --- | -------------------------------------------------------------------------------- |
| Beograd 1973.   | Njemačka Demokratska Republika Kornelia Ender Andrea Eife Andrea Hübner Sylvia Eichner       | SAD Kimberley Peyton Katherine Heddy Heather Greenwood Shirley Babashoff                                                                            | SR Njemačka Jutta Weber Heidemarie Reineck Gudrun Beckman Angela Steinbach       |
| Cali 1975.      | Njemačka Demokratska Republika Kornelia Ender Barbara Krause Claudia Hempel Ute Brückner     | SAD Katherine Heddy Karen Reeser Kelly Powell Shirley Babashoff                                                                                     | Kanada Gail Amundrud Ann Jardin Becky Smith Jill Quick                           |
| Berlin 1978.    | SAD Tracy Caulkins Stephanie Elkins Jill Sterkel Cynthia Woodhead                            | Njemačka Demokratska Republika Heinke Witt Karen Metschuk Barbara Krause Petra Priemer                                                              | Kanada Gail Amundrud Nancy Garapick Susan Sloan Gwendolyn Quirk                  |
| Guayaquil 1982. | Njemačka Demokratska Republika Birgit Meinecke Suzanne Link Kristin Otto Karen Metschuk      | SAD Susan Hebernigg Kathleen Treible Elisabeth Washut Jill Sterkel                                                                                  | Nizozemska Annemarie Verstappen Annelies Maas Wilma van Velsen Conny van Bentum  |
| Madrid 1986.    | Njemačka Demokratska Republika Kristin Otto Manuela Stellmach Sabina Schulze Heike Friedrich | SAD Jenna Johnson Dara Torres Mary T. Meagher Betsy Mitchell                                                                                        | Nizozemska Conny van Bentum Laura Leideritz Karin Brienesse Annemarie Verstappen |
| Perth 1991.     | SAD Nicole Haislett Julie Cooper Whitney Hedgepeth Jenny Thompson                            | Njemačka Simone Osygus Kerstin Kielgass Karin Seick Manuela Stellmach                                                                               | Nizozemska Marianne Muis Inge de Bruijn Mildred Muis Karin Brienesse             |
| Rim 1994.       | NR Kina Le Jingyi Shan Ying Le Ying Lu Bin                                                   | SAD Angel Myers Martino Amy Van Dyken Nicole Haislett Jenny Thompson                                                                                | Njemačka Franziska van Almsick Katrin Meißner Kerstin Kielgass Daniela Hunger    |
| Perth 1998.     | SAD Lindsay Farella Amy Van Dyken Beth J. Bedford Jenny Thompson                             | Njemačka Sandra Völker Simone Osygus Franziska van Almsick Katrin Meißner                                                                           | Australija Sarah Ryan Rebecca Creedy Susie O'Neill Angela Kennedy                |
| Fukuoka 2001.   | Njemačka Petra Dallmann Antje Buschschulte Katrin Meißner Sandra Völker                      | SAD Colleen Lane Erin Phenix Maritza Correia Courtney Shealy Ujedinjeno Kraljevstvo Alison Sheppard Melanie Marshall Rosalind Brett Karen Pickering |                                                                                  |
| Barcelona 2003. | SAD Natalie Coughlin Lindsay Benko Rhiannon Jeffrey Jenny Thompson                           | Njemačka Petra Dallmann Katrin Meißner Antje Buschschulte Sandra Völker                                                                             | Australija Lisbeth Lenton Elka Graham Jodie Henry Alice Mills                    |
| Montréal 2005.  | Australija Jodie Henry Alice Mills Shayne Reese Lisbeth Lenton                               | Njemačka Petra Dallmann Antje Buschschulte Annika Liebs Daniela Gotz                                                                                | SAD Natalie Coughlin Kara Lynn Joyce Lacey Nymeyer Amanda Weir                   |
| Melbourne 2007. | Australija Lisbeth Lenton Melanie Schlanger Shayne Reese Jodie Henry                         | SAD Natalie Coughlin Lacey Nymeyer Amanda Weir Kara Lynn Joyce                                                                                      | Nizozemska Inge Dekker Ronomi Kromowidjojo Femke Heemskerk Marleen Veldhuis      |
| Rim 2009.       | Nizozemska Inge Dekker Ranomi Kromowidjojo Femke Heemskerk Marleen Veldhuis                  | Njemačka Britta Steffen Daniela Samulski Petra Dallmann Daniela Schreiber                                                                           | Australija Lisbeth Trickett Marieke Guehrer Shayne Reese Felicity Galvez         |
| Šangaj 2011.    | Nizozemska Inge Dekker Ranomi Kromowidjojo Marleen Veldhuis Femke Heemskerk                  | SAD Natalie Coughlin Melissa Franklin Jessica Hardy Dana Vollmer                                                                                    | Njemačka Britta Steffen Silke Lippok Lisa Vitting Daniela Schreiber              |
| Barcelona 2013. | SAD Melissa Franklin Natalie Coughlin Shannon Vreeland Megan Romano                          | Australija Cate Campbell Bronte Campbell Emma McKeon Alicia Coutts                                                                                  | Nizozemska Elise Bouwens Femke Heemskerk Inge Dekker Ranomi Kromowidjojo         |

#### 4x200 m slobodno
| SP              | Zlato                                                                                          | Srebro                                                                 | Bronca                                                                                   |
| --------------- | ---------------------------------------------------------------------------------------------- | ---------------------------------------------------------------------- | ---------------------------------------------------------------------------------------- |
| Madrid 1986.    | Njemačka Demokratska Republika Manuela Stellmach Astrid Strauß Nadja Bergnecht Heike Friedrich | SAD Betsy Mitchell Mary T. Meagher Kimberley Brown Mary Waythe         | Nizozemska Annemarie Verstappen Johan van der Meer Mildred Muis Conny van Bentum         |
| Perth 1991.     | Njemačka Kerstin Kielgass Manuela Stellmach Dagmar Hase Stephanie Ortwig                       | Nizozemska Marianne Muis Manon Masseurs Mildred Muis Karin Brienesse   | Danska Gitta Jenssen Berit Puggaard Annette Poulsen Mette Jacobsen                       |
| Rim 1994.       | NR Kina Le Ying Aihua Yang Guanbin Zhou Lu Bin                                                 | Njemačka Kerstin Kielgass Franziska van Almsick Julia Jung Dagmar Hase | SAD Cristina Teuscher Jenny Thompson Janet Evans Nicole Haislett                         |
| Perth 1998.     | Njemačka Franziska van Almsick Dagmar Hase Silvia Szalai Kerstin Kielgass                      | SAD Cristina Teuscher Lindsay Benko Brooke Bennett Jenny Thompson      | Australija Julia Greville Anna Windsor Susie O'Neill Petria Thomas                       |
| Fukuoka 2001.   | Ujedinjeno Kraljevstvo Nicola Jackson Janine Belton Karen Legg Karen Pickering                 | Njemačka Silvia Szalai Sarah Harstick Hannah Stockbauer Meike Freitag  | Japan Maki Mita Tomoko Hagiwara Tomoko Nagai Eri Yamanoi                                 |
| Barcelona 2003. | SAD Lindsay Benko Rachel Komisarz Rhiannon Jeffrey Diana Munz                                  | Australija Elka Graham Linda Mackenzie Kirsten Thompson Alice Mills    | NR Kina Zhou Yafei Xu Yanwei Jiaying Pang Yang Yu                                        |
| Montréal 2005.  | SAD Natalie Coughlin Katie Hoff Whitney Myers Kaitlin Sandeno                                  | Australija Lisbeth Lenton Shayne Reese Bronte Barratt Linda Mackenzie  | NR Kina Zhu Yingwen Jiaying Pang Zhou Yafei Yang Yu                                      |
| Melbourne 2007. | SAD Natalie Coughlin Dana Vollmer Lacey Nymeyer Katie Hoff                                     | Njemačka Meike Freitag Britta Steffen Petra Dallmann Annika Lurz       | Francuska Alena Popchanka Sophie Huber Aurore Mongel Laure Manaudou                      |
| Rim 2009.       | NR Kina Yang Yu Zhu Qian Wei Liu Jing Pang Jiaying                                             | SAD Dana Vollmer Lacey Nymeyer Ariana Kukors Allison Schmitt           | Ujedinjeno Kraljevstvo Joanne Jackson Jazmin Carlin Caitlin McClatchey Rebecca Adlington |
| Šangaj 2011.    | SAD Melissa Franklin Dagny Knutson Katie Hoff Allison Schmitt                                  | Australija Bronte Barratt Blair Evans Angie Bainbridge Kylie Palmer    | NR Kina Chen Qian Pang Jiaying Liu Jing Tang Yi                                          |
| Barcelona 2013. | SAD Katie Ledecky Shannon Vreeland Karlee Bispo Melissa Franklin                               | Australija Bronte Barratt Kylie Palmer Brittany Elmslie Alicia Coutts  | Francuska Camille Muffat Charlotte Bonnet Mylène Lazare Coralie Balmy                    |

#### 4x100 m mješovito
| SP              | Zlato                                                                                          | Srebro                                                                                     | Bronca                                                                               |
| --------------- | ---------------------------------------------------------------------------------------------- | ------------------------------------------------------------------------------------------ | ------------------------------------------------------------------------------------ |
| Beograd 1973.   | Njemačka Demokratska Republika Ulrike Richter Renate Vogel Rosemarie Kother Kornelia Ender     | SAD Melissa Belote Marcia Morey Deena Deardurff Shirley Babashoff                          | SR Njemačka Angelike Greiser Petra Nows Gudrun Beckmann Jutta Weber                  |
| Cali 1975.      | Njemačka Demokratska Republika Ulrike Richter Hannelore Anke Rosemarie Kother Kornelia Ender   | SAD Linda Jazek Marcia Morey Camille Wright Shirley Babashoff                              | Nizozemska Paula Eijk Wanda Mazereeuw Jose Damen Enith Brigitha                      |
| Berlin 1978.    | SAD Linda Jasek Tracy Caulkins Mary-Joan Pennington Cynthia Woodhead                           | Njemačka Demokratska Republika Ulrike Treiber Ramona Reinike Andrea Pollack Barbara Krause | SSSR Yelena Kruglova Julia Bogdanova Irina Aksenova Larisa Tsaryova                  |
| Guayaquil 1982. | Njemačka Demokratska Republika Kristin Otto Ute Geweniger Ines Geißler Birgit Meinecke         | SAD Susan Walsh Kimberley Rodenbaugh Mary T. Meagher Jill Sterkel                          | SSSR Larisa Gortchacova Svetlana Varganova Natalia Pokas Irina Guerassimova          |
| Madrid 1986.    | Njemačka Demokratska Republika Kathrin Zimmermann Sylvia Gerash Kornelia Gressler Kristin Otto | SAD Betsy Mitchell Jennifer Hau Mary T. Meagher Jenna Johnson                              | Nizozemska Jolanda de Rover Petra van Staveren Conny van Bentum Annemarie Verstappen |
| Perth 1991.     | SAD Janie Wagstaff Tracey McFarlane Cris Ahmann Leighton Nicole Haislett                       | Australija Nicole Livingston Linley Frame Susan O'Neill Karen Van Wirdum                   | Njemačka Svenja Schlicht Jana Doerries Susanne Mueller Manuela Stellmach             |
| Rim 1994.       | NR Kina Cihong He Guohong Dai Limin Liu Le Jingyi                                              | SAD Lea Loveless Kristine Quance Amy Van Dyken Jenny Thompson                              | Rusija Nina Živanevskaja Olga Prokhorova Svetlana Potdeeva Natalia Mesheryakova      |
| Perth 1998.     | SAD Lea Maurer Kristy Kowal Jenny Thompson Amy Van Dyken                                       | Australija Meredith Smith Helen Denman Petria Thomas Susan O'Neill                         | Japan Mai Nakamura Masami Tanaka Ayari Aoyama Sumika Minamoto                        |
| Fukuoka 2001.   | Australija Dyana Calub Leisel Jones Petria Thomas Sarah Ryan                                   | SAD Natalie Coughlin Megan Quann Mary Descenza Erin Phenix                                 | NR Kina Shu Zhan Luo Xuejuan Yi Ruan Xu Yanwei                                       |
| Barcelona 2003. | NR Kina Shu Zhan Luo Xuejuan Yafei Zhou Yang Yu                                                | SAD Natalie Coughlin Amanda Beard Jenny Thompson Lindsay Benko                             | Australija Giaan Rooney Leisel Jones Jessicah Schipper Jodie Henry                   |
| Montréal 2005.  | Australija Sophie Edington Leisel Jones Jessicah Schipper Lisbeth Lenton                       | SAD Natalie Coughlin Jessica Hardy Rachel Komisarz Amanda Weir                             | Njemačka Antje Buschschulte Sarah Poewe Annika Mehlhorn Daniela Gotz                 |
| Melbourne 2007. | Australija Emily Seebohm Leisel Jones Jessicah Schipper Lisbeth Lenton                         | SAD Natalie Coughlin Tara Kirk Rachel Komisarz Lacey Nymeyer                               | NR Kina Longzi Xutian Nan Luo Yafei Zhou Xu Yanwei                                   |
| Rim 2009.       | NR Kina Zhao Jing Chen Huijia Jiao Liuyang Li Zhesi                                            | Australija Emily Seebohm Sarah Katsoulis Jessicah Schipper Lisbeth Trickett                | Njemačka Daniela Samulski Sarah Poewe Annika Mehlhorn Britta Steffen                 |
| Šangaj 2011.    | SAD Natalie Coughlin Rebecca Soni Dana Vollmer Missy Franklin                                  | NR Kina Zhao Jing Ji Liping Lu Ying Tang Yi                                                | Australija Belinda Hocking Leisel Jones Alicia Coutts Merindah Dingjan               |
| Barcelona 2013. | SAD Missy Franklin Jessica Hardy Dana Vollmer Megan Romano                                     | Australija Emily Seebohm Sally Foster Alicia Coutts Cate Campbell                          | Rusija Dariya Ustinova Yuliya Yefimova Svetlana Chimrova Veronika Popova             |